# 24129 Oliviahu
24129 Oliviahu è un asteroide della fascia principale. Scoperto nel 1999, presenta un'orbita caratterizzata da un semiasse maggiore pari a 2,2857994 UA e da un'eccentricità di 0,1543678, inclinata di 1,27090° rispetto all'eclittica.
L'asteroide è dedicato a Olivia Hu, finalista nel 2008 del concorso Science Talent Search dell'Intel.